# HD123009
HD123009 — хімічно пекулярна зоря спектрального класу A4, що має видиму зоряну величину в смузі V приблизно  8,1.
Вона  розташована на відстані близько 1148,4 світлових років від Сонця.